# Vangama albiveina
Vangama albiveina är en insektsart som beskrevs av Li. Vangama albiveina ingår i släktet Vangama och familjen dvärgstritar. Inga underarter finns listade i Catalogue of Life.